# Luca Mazzanti

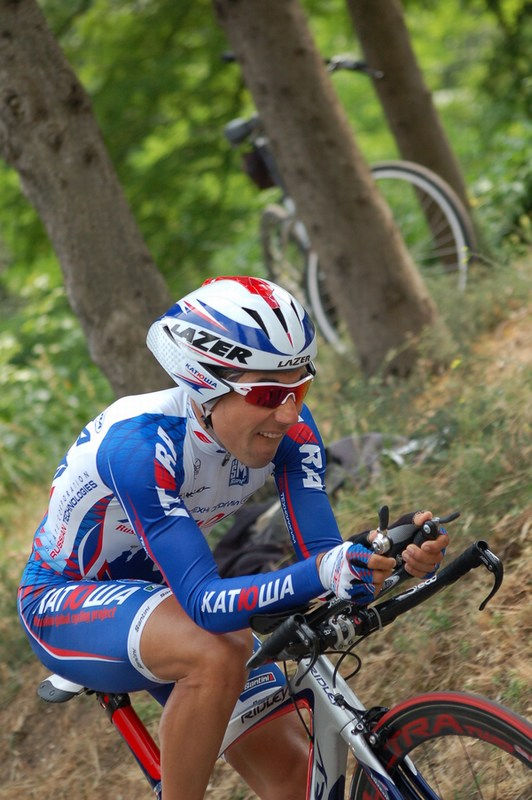
Luca Mazzanti beim Giro d’Italia 2010

Luca Mazzanti (* 4. Februar 1974 in Bologna) ist ein ehemaliger italienischer Radrennfahrer.
Mazzanti wurde 1997 Profi. In seinen erfolgreichsten Jahren, 2003 bis 2007, fuhr er für Ceramiche Panaria. Er war ein guter Sprinter und kam gut über kleinere Hügel, was ihn zu einem hervorragenden Mann für klassische Eintagesrennen machte. Aber auch den Giro d’Italia konnte er mehrfach unter den besten 20 der Gesamtwertung beenden. 2005 war sein erfolgreichstes Jahr. Er gewann drei Eintagesrennen und wurde Siebter in der UCI Europe Tour. Außerdem gewann er am grünen Tisch eine Etappe des Giro d’Italia. Der schnellste des Tages, Paolo Bettini, rempelte Baden Cooke im Schlussspurt gegen die Bande.
Ende 2013 beendete er seine Karriere als Berufsradfahrer.

## Siege
1998
- Giro del Lago Maggiore
- Grand Prix de Fourmies

2001
- eine Etappe und Punktewertung der Ster Elektrotoer

2003
- eine Etappe Settimana Internazionale Coppi e Bartali

2005
- Giro d’Oro
- Gran Premio Industria & Artigianato
- eine Etappe Giro d’Italia
- Grand Prix Fred Mengoni
- Due Giorni Marchigiana

2006
- eine Etappe Giro del Trentino

2007
- Grand Prix di Lugano

2010
- Mannschaftszeitfahren Burgos-Rundfahrt

## Teams
- 1996 Ceramiche Refin-Mobilvetta (Stagiaire)
- 1997 Ceramiche Refin-Mobilvetta
- 1998–1999 Cantina Tollo-Alexia Alluminio
- 2000–2001 Fassa Bortolo
- 2002 Mercatone Uno
- 2003–2007 Ceramiche Panaria-Fiordo
- 2008 Team Tinkoff Credit Systems
- 2009–2010 Katjuscha
- 2011–2013 Farnese Vini-Neri Sottoli